# Associazione Calcio Spezia 1940-1941
Questa voce raccoglie le informazioni riguardanti l'Associazione Calcio Spezia nelle competizioni ufficiali della stagione 1940-1941.

## Stagione
Nella stagione 1940-1941 lo Spezia disputò il decimo campionato di Serie B della sua storia.

## Divise
| 1ª divisa |

## Organigramma societario
Area direttiva
- Presidente: Giovanni Battista Bibolini

Area tecnica
- Allenatore: Cesare Cassanelli

## Rosa
| N. |                   | Ruolo | Calciatore          |
| -- | ----------------- | ----- | ------------------- |
|    | Italia (bandiera) | P     | Sergio Bani         |
|    | Italia (bandiera) | P     | Gino Camerario      |
|    | Italia (bandiera) | D     | Carmelo Amenta      |
|    | Italia (bandiera) | D     | Eraldo Borrini      |
|    | Italia (bandiera) | D     | Pasquale Farina     |
|    | Italia (bandiera) | D     | Wando Persia        |
|    | Italia (bandiera) | D     | Carlo Zappelli (II) |
|    | Italia (bandiera) | C     | Ermanno Englaro     |
|    | Italia (bandiera) | C     | Francesco Meregalli |
|    | Italia (bandiera) | C     | Carlo Morosi        |
|    | Italia (bandiera) | C     | Duilio Rallo        |
|    | Italia (bandiera) | C     | Enzo Venturini      |

| N. |                   | Ruolo | Calciatore        |
| -- | ----------------- | ----- | ----------------- |
|    | Italia (bandiera) | C     | Isidoro Voinich   |
|    | Italia (bandiera) | C     | Zerasco           |
|    | Italia (bandiera) | A     | Giovanni Costa    |
|    | Italia (bandiera) | A     | Giovanni Costanzo |
|    | Italia (bandiera) | A     | Luciano Donati    |
|    | Italia (bandiera) | A     | Giuseppe Ferrari  |
|    | Italia (bandiera) | A     | Lamberto Lippi    |
|    | Italia (bandiera) | A     | Romolo Morsenti   |
|    | Italia (bandiera) | A     | Emanuele Sodini   |
|    | Italia (bandiera) | A     | Ferrero Tossio    |
|    | Italia (bandiera) | A     | Guido Zuliani     |

## Risultati

### Serie B

#### Girone di andata
| Arbitro: | Curradi (Firenze) |

|            |           |             |
| Bollano 2’ | Marcatori | 39’ Zuliani |

| Arbitro: | Rizzo (Messina) |

|                       |           |                 |
| Rallo 1’ Morsenti 40’ | Marcatori | 29’, 49’ Ghezzi |

| Arbitro: | Forni (Treviso) |

|                                                  |           |  |
| Castigliano 7’, 12’ Ottino 62’ Prata Pizzala 85’ | Marcatori |  |

| Arbitro: | Bertolio (Torino) |

|            |           |                          |
| Sodini 20’ | Marcatori | 13’ Mannocci 42’ Bellini |

| Arbitro: | Cardinali (Milano) |

|                                           |           |             |
| Zandali 32’ M. Borrini 50’ Coppa 53’, 88’ | Marcatori | 74’ Zuliani |

| Arbitro: | Poggipollini (Ferrara) |

|  |           |                    |
|  | Marcatori | 30’, 69’ D'Odorico |

| Reggio Emilia 17 novembre 1940 | Reggiana        | 0 – 0 | Spezia | Stadio Mirabello\| Arbitro: \| Limido (Milano) \| |
| Arbitro:                       | Limido (Milano) |       |        |                                                   |

| Arbitro: | Picasso (Milano) |

|           |           |  |
| Sodini 9’ | Marcatori |  |

| Arbitro: | Gamba (Pozzuoli) |

|                   |           |  |
| Gei 15’, 24’, 59’ | Marcatori |  |

| Arbitro: | Cambi (Livorno) |

|                                            |           |                         |
| Zuliani 4’ Costanzo 9’, 88’ Lippi 23’, 28’ | Marcatori | 36’ Biraghi 56’ Cassani |

| Arbitro: | Tassini (Verona) |

|                            |           |           |
| Subinaghi 56’ Colaneri 59’ | Marcatori | 82’ Rallo |

| Arbitro: | Viarengo (Asti) |

|           |           |  |
| Lippi 85’ | Marcatori |  |

| Arbitro: | Tonnetti (Roma) |

|                       |           |              |
| Boldi 38’ Cortini 85’ | Marcatori | 53’ Costanzo |

| Arbitro: | Donati (Milano) |

|                     |           |           |
| Costanzo 45’ (rig.) | Marcatori | 18’ Suppi |

| Arbitro: | Goracci (Firenze) |

|                           |           |  |
| Sentimenti III 28’ (rig.) | Marcatori |  |

| Arbitro: | Cambi (Livorno) |

|                                              |           |  |
| Rallo 20’ Costanzo 40’ Zuliani 66’ Costa 71’ | Marcatori |  |

| Arbitro: | Capitanio (Venezia) |

|                                         |           |              |
| Costanzo 15’, 49’, 86’ (rig.) Lippi 74’ | Marcatori | 12’ Pallozzi |

#### Girone di ritorno
| Arbitro: | Biancone (Roma) |

|           |           |                                               |
| Costa 52’ | Marcatori | 2’ Spinola 16’ Bollano 87’ Meroni 88’ Celoria |

| Arbitro: | Poggipollini (Ferrara) |

|            |           |           |
| Ghezzi 32’ | Marcatori | 39’ Costa |

| Arbitro: | Da Broj (Forlì) |

|                             |           |                   |
| Costa 26’ Costanzo 70’, 73’ | Marcatori | 82’ (rig.) Salati |

| Pisa 2 marzo 1941 | Pisa            | 0 – 0 | Spezia | Campo Sport Littorio\| Arbitro: \| Viarengo (Asti) \| |
| Arbitro:          | Viarengo (Asti) |       |        |                                                       |

| Arbitro: | Fois (Roma) |

|                     |           |  |
| Rallo 31’ Costa 51’ | Marcatori |  |

| Arbitro: | Donati (Milano) |

|               |           |  |
| D'Odorico 72’ | Marcatori |  |

| Arbitro: | Francini (Viareggio) |

|                        |           |  |
| Costanzo 66’ Rallo 88’ | Marcatori |  |

| Arbitro: | Carpani (Milano) |

|                               |           |           |
| Brondi I 18’ Fiorini 43’, 72’ | Marcatori | 34’ Costa |

| Arbitro: | Moretti (Genova) |

|           |           |                  |
| Costa 47’ | Marcatori | 17’ Gei 62’ Dusi |

| Arbitro: | Carpani (Milano) |

|                                              |           |  |
| Di Prisco 4’ Cassani 5’ Bonizzoni 73’ (rig.) | Marcatori |  |

| Arbitro: | Bogetti (Cuneo) |

|                                   |           |                    |
| Costanzo 42’ Lovagnini 64’ (aut.) | Marcatori | 15’, 58’ Subinaghi |

| Arbitro: | Mazza (Torre del Greco) |

|           |           |  |
| Piana 87’ | Marcatori |  |

| Arbitro: | Scotto (Savona) |

|            |           |               |
| Persia 85’ | Marcatori | 40’ Alderotti |

| Arbitro: | Rossi (Milano) |

|                        |           |                        |
| Suppi 81’ Camolese 89’ | Marcatori | 22’ Costanzo 51’ Rallo |

| Arbitro: | Verrocchio (Pescara) |

|               |           |                               |
| Angeletti 60’ | Marcatori | 12’, 85’ Costanzo 30’ Englaro |

| Arbitro: | Cardinali (Milano) |

|                             |           |                   |
| Checchetti 6’ Bellesini 50’ | Marcatori | 41’, 72’ Costanzo |

| Arbitro: | Bertolio (Torino) |

|           |           |  |
| Lippi 46’ | Marcatori |  |

### Coppa Italia

#### Terzo turno eliminatorio
| Arbitro: | Camiolo (Roma) |

|                                                     |           |                              |
| Zuliani 34’ De Marinis 38’ (aut.) Costanzo 81’, 90’ | Marcatori | 36’ Tonali 56’, 71’ Montiani |

#### Sedicesimi di finale
| Arbitro: | Martelli (Livorno) |

|            |           |  |
| Tossio 42’ | Marcatori |  |

#### Ottavi di finale
| Arbitro: | Venutti (Trieste) |

|  |           |           |
|  | Marcatori | 97’ Lippi |

#### Quarti di finale
| Arbitro: | Curradi (Firenze) |

|                   |           |                                                          |
| Costanzo 79’, 82’ | Marcatori | 3’, 54’ Romagnoli 27’ Vettraino 57’ Pisa I 89’ Gualtieri |

## Statistiche

### Statistiche di squadra
| Competizione | Punti | In casa | In casa | In casa | In casa | In casa | In casa | In trasferta | In trasferta | In trasferta | In trasferta | In trasferta | In trasferta | Totale | Totale | Totale | Totale | Totale | Totale | DR |
| Competizione | Punti | G       | V       | N       | P       | Gf      | Gs      | G            | V            | N            | P            | Gf           | Gs           | G      | V      | N      | P      | Gf     | Gs     | DR |
| ------------ | ----- | ------- | ------- | ------- | ------- | ------- | ------- | ------------ | ------------ | ------------ | ------------ | ------------ | ------------ | ------ | ------ | ------ | ------ | ------ | ------ | -- |
| Serie B      | 30    | 17      | 9       | 4       | 4       | 32      | 20      | 17           | 1            | 6            | 10           | 13           | 31           | 34     | 10     | 10     | 14     | 45     | 51     | -6 |
| Coppa Italia |       | 3       | 2       | 0       | 1       | 7       | 8       | 1            | 1            | 0            | 0            | 1            | 0            | 4      | 3      | 0      | 1      | 8      | 8      | 0  |
| Totale       | -     | 20      | 11      | 4       | 5       | 39      | 28      | 18           | 2            | 6            | 10           | 14           | 31           | 38     | 13     | 10     | 15     | 53     | 59     | -6 |

### Statistiche dei giocatori
| Giocatore    | Serie B  | Serie B | Coppa Italia | Coppa Italia | Totale   | Totale |
| Giocatore    | Presenze | Reti    | Presenze     | Reti         | Presenze | Reti   |
| ------------ | -------- | ------- | ------------ | ------------ | -------- | ------ |
| C. Amenta    | 7        | 0       | 1            | 0            | 8        | 0      |
| S. Bani      | 17       | -23     | 1            | -3           | 18       | -26    |
| E. Borrini   | 31       | 0       | 4            | 0            | 35       | 0      |
| G. Camerario | 17       | -28     | 3            | -5           | 20       | -33    |
| G. Costa     | 33       | 10      | 3            | 0            | 36       | 10     |
| G. Costanzo  | 22       | 14      | 2            | 4            | 24       | 18     |
| L. Donati    | -        | -       | 1            | 0            | 1        | 0      |
| E. Englaro   | 6        | 1       | 2            | 0            | 8        | 1      |
| P. Farina    | 13       | 0       | 1            | 0            | 14       | 0      |
| G. Ferrari   | 7        | 0       | -            | -            | 7        | 0      |
| L. Lippi     | 25       | 5       | 4            | 1            | 29       | 6      |
| F. Meregalli | 18       | 0       | 3            | 0            | 21       | 0      |
| C. Morosi    | 34       | 0       | 4            | 0            | 38       | 0      |
| R. Morsenti  | 7        | 1       | -            | -            | 7        | 1      |
| W. Persia    | 25       | 1       | 3            | 0            | 28       | 1      |
| D. Rallo     | 29       | 6       | 3            | 0            | 32       | 6      |
| E. Sodini    | 15       | 2       | 4            | 0            | 19       | 2      |
| F. Tossio    | 9        | 0       | 1            | 1            | 10       | 1      |
| E. Venturini | 9        | 0       | -            | -            | 9        | 0      |
| I. Voinich   | 2        | 0       | -            | -            | 2        | 0      |
| C. Zappelli  | 24       | 0       | 3            | 0            | 27       | 0      |
| G. Zuliani   | 24       | 4       | 1            | 1            | 25       | 5      |